# Méréologie de Leśniewski
En 1916, Stanisław Leśniewski propose une première formulation de la méréologie.

## Première formulation
En 1916, Stanisław Leśniewski propose une première formulation de la méréologie, sans qu’elle ne porte le nom de méréologie ou qu’elle soit formalisée logiquement. Utilisant la relation de partie propre comme primitive, Leśniewski donne quatre axiomes et trois définitions,.
Axiome I — Si l’objet A est partie de l’objet B, alors B n’est pas partie de A.
Axiome II — Si l’objet A est partie de l’objet B et que l’objet B est partie de l’objet C, alors A est partie de C.
Les deux premiers axiomes affirment l’asymétrie et la transitivité de la relation de partie.
Définition I — L’expression « ingrédient de l’objet A » est utilisée pour désigner A, et chacune des parties de A.
Autrement dit, un objet B est un ingrédient de A soit s’il est égal à A ou s’il est une partie de A. Dans les théories méréologiques actuelles, l’expression « ingrédient » est remplacée par « partie », et l’expression de Leśniewski « partie » par « partie propre ».
Définition II — L’expression « ensemble d’objets m » est utilisée pour désigner tout objet A tel que si B est un ingrédient quelconque de A, alors un ingrédient quelconque de B est un ingrédient quelconque de m, et ce m est un ingrédient de A.
Autrement dit, A est un ensemble de m si et seulement si tout ingrédient de A a un ingrédient en commun avec un m quelconque, et que ce m est une partie de A. Dans les théories actuelles, un « ensemble de m » est appelé « somme méréologique », qui consiste d’un ou plusieurs m, mais pas nécessairement tous.
Définition III — Les expressions « ensemble de tous les objets m » et « classe d’objets m » sont utilisées pour désigner tout objet A tel que (i) tout m est un ingrédient de A, et (ii) si B est un ingrédient de A, alors un ingrédient quelconque de B est un ingrédient d’un m quelconque.
Autrement dit, une classe de m est l’ensemble de tous les m. Les deux axiomes suivants affirment l’existence et l’unicité des classes.
Axiome III — Si un objet quelconque est (un) m, alors un objet quelconque est une classe d’objets m.
Axiome IV — Si A est une classe d’objets m, et B est une classe d’objets m, alors A est B.

## Suite des travaux de Leśniewski
Dans la suite de ses travaux, Leśniewski ajoute six définitions et donne la démonstration de 57 théorèmes.
C’est lui qui créa le terme en 1927, à partir du terme grec μέρος (méros, « partie »). De 1916 à 1931, il écrivit sur le sujet un grand nombre d’articles hautement techniques, rassemblés et traduits dans Leśniewski (1992). Cette « méréologie polonaise » fut élaborée au cours du XXe siècle par les étudiants de Leśniewski, et par les étudiants de ses étudiants. Pour une bonne sélection de cette littérature secondaire, voir Srzednicki and Rickey (1984). Simons (1987) passe en revue assez longuement la méréologie polonaise. Depuis lors, toutefois, on trouve peu de publications à ce sujet.

### Livres
- (en) Rafał Urbaniak, Leśniewski's Systems of Logic and Foundations of Mathematics, 2014 (ISBN 978-3-319-00481-5, DOI 10.1007/978-3-319-00482-2), p. 242. .